# Victor Jory
Victor Jory (23 de noviembre de 1902 – 12 de febrero de 1982) fue un actor teatral, cinematográfico y televisivo canadiense.

## Biografía
Nacido en Dawson City, Yukón (Canadá), Jory fue campeón de boxeo y lucha durante su servicio militar en la Guardia Costera, conservando a lo largo de su carrera artística una constitución robusta. En sus inicios hizo giras con compañías teatrales y llegó a actuar en el circuito de Broadway, y en 1930 debutó como actor cinematográfico en Hollywood. Aunque inicialmente era escogido para llevar a cabo papeles románticos, más adelante la mayor parte de sus papeles eran de malvados. A lo largo de su carrera intervino en más de 150 filmes y en docenas de episodios televisivos, y además escribió dos obras teatrales. También tuvo una larga carrera radiofónica, destacando de la misma su actuación en el show Dangerously Yours.
Jory es recordado por su papel de Jonas Wilkerson, el brutal y oportunista capataz de Lo que el viento se llevó, y por el de Lamont Cranston, 'The Shadow', en el serial de 1942 La Sombra. Además encarnó a Oberón en el film de 1935 de Max Reinhardt adaptación de la obra de Shakespeare El sueño de una noche de verano.
Entre 1959 y 1961 actuó junto a Patrick McVey en la serie televisiva policiaca Manhunt. El papel de Jory era el del Teniente Detective Howard Finucane, y el de McVey el del periodista criminal Ben Andrews.
En 1977, casi al final de su carrera, Jory interpretó, como artista invitado, a un viejo agente del FBI en el episodio de la serie The Rockford Files titulado "The Attractive Nuisance".
Por su contribución a la industria del cine, a Jory se le concedió una estrella en el Paseo de la Fama de Hollywood, en el 6605 de Hollywood Boulevard.
Jory tuvo dos hijos, Jon y Jean. Jon dirigió la academia Actors Theater de Louisville, Kentucky, durante 31 años, llevándola a ser una de las más respetadas compañías teatrales regionales de Estados Unidos. Dejó el puesto en 2000 para enseñar arte dramático en la Universidad de Washington en Seattle.
Victor Jory falleció en Santa Mónica (California), Estados Unidos, en 1982 a causa de un infarto agudo de miocardio. Sus restos fueron incinerados, y las cenizas entregadas a sus allegados.

## Filmografía parcial

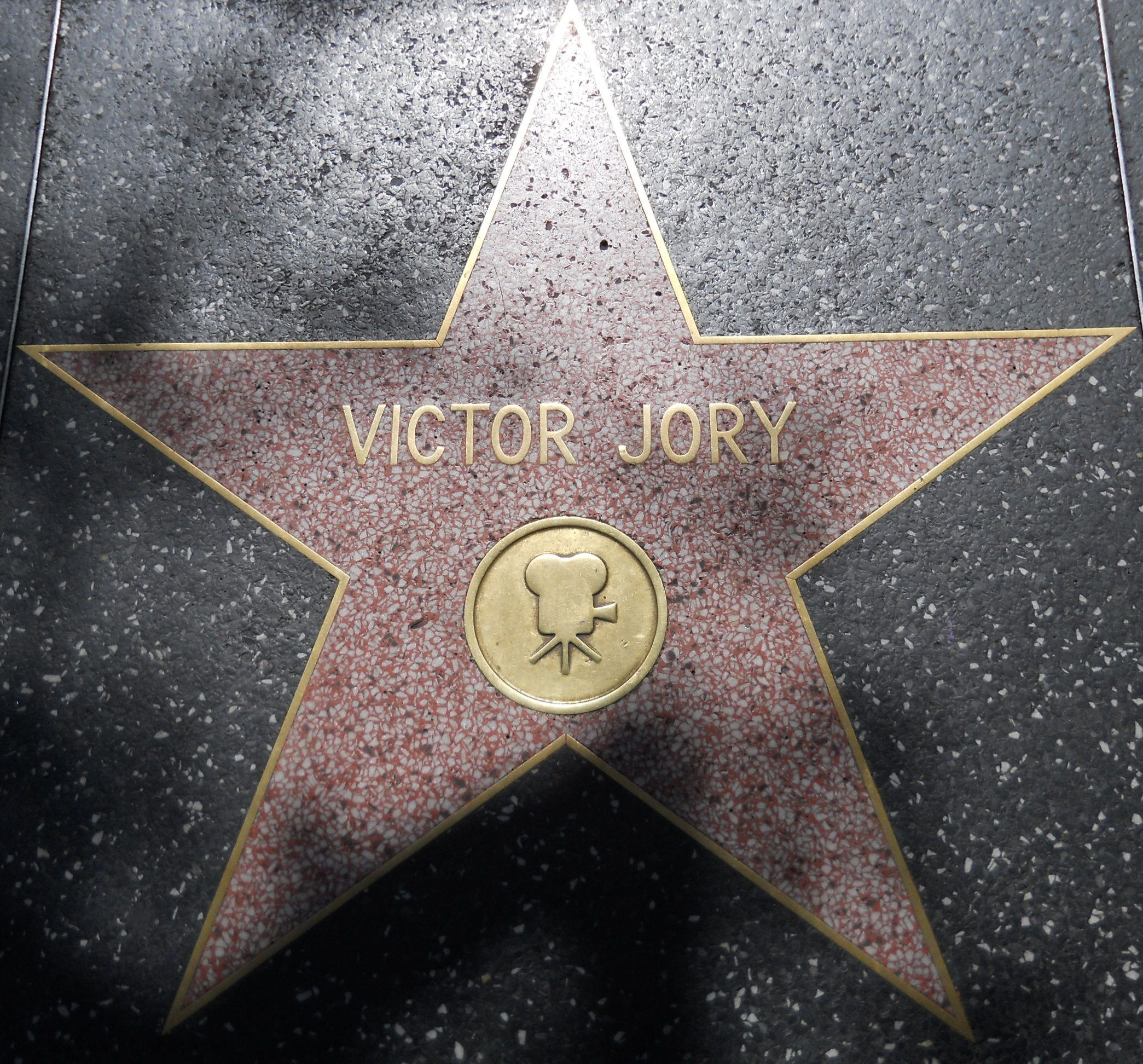
Estrella de Victor Jory en el Paseo de la Fama de Hollywood

- State Fair (La feria de la vida) (1933)
- Madame Du Barry (1934)
- Murder in Trinidad (1934)
- Party Wire (Los hilos del chisme) (1935)
- El sueño de una noche de verano (1935)
- Meet Nero Wolfe (1936)
- First Lady (1937)
- Glamorous Night (1937)
- Las aventuras de Tom Sawyer (1938)
- Dodge City (1939)
- Women in the Wind (1939)
- Susannah of the Mounties (1939)
- Each Dawn I Die (1939)
- I Stole a Million (Robé un millón) (1939)
- Lo que el viento se llevó (1939)
- La Sombra (serial de 1940)
- Lady with Red Hair (1940)
- Secrets of the Lone Wolf (1941)
- Tombstone, the Town Too Tough to Die (1942)
- Los amores de Carmen (1948)
- The Capture (1950)
- The Cariboo Trail (1950)
- Cat-Women of the Moon (1953)
- The Man from the Alamo (El desertor de El Álamo) (1953)
- Valley of the Kings (El valle de los reyes) (1954)
- Blackjack Ketchum, Desperado (1956)
- The Man Who Turned to Stone (1957)
- The Last Stagecoach West (1957)
- The Fugitive Kind (1959)
- The Miracle Worker (El milagro de Ana Sullivan) (1962)
- Cheyenne Autumn (1964)
- The Legend of Jesse James (1966) serie de la ABC, en el papel del Juez Parker en el episodio "Things Don't Just Happen"
- El Avispón Verde (1966)
- F Troop (1966), serie de la ABC, con el papel de Jefe Mean Buffalo en el capítulo "Indian Fever",
- The Road West (1967), serie de la NBC, capítulo "Beyond the Hill"
- El túnel del tiempo (1967), serie de la ABC, entrega "Pirates Of Deadman's Island"
- El oro de Mackenna, como narrador (1969)
- A Time for Dying (1969)
- Papillon (1973)
- The Mountain Men (El valle de la furia) (1980)
- The Puppetoon Movie (1987)

## Teatro
- The Devil's Disciple, 1950
- Yellow Jack, 1947
- A Pound on Demand / Androcles and the Lion, 1946
- John Gabriel Borkman, 1946
- King Henry VIII, 1946
- Therese, 1945
- The Perfect Marriage, 1944
- The Two Mrs. Carrolls, 1943